# Erwein di Leyen
Erwein di Leyen (Wiesentheid, 3 aprile 1798 – Waal, 17 maggio 1879) è stato un principe, militare e politico tedesco.

## Biografia
Erwein era figlio del principe Filippo Francesco di Leyen (1766 - 1829) e di sua moglie Sofia Teresa di Schönborn-Wiesentheid (1772 - 1810).
Il 23 novembre 1817 venne arruolato nell'esercito regio della Baviera. Nel 1820 Erwein acquistò il maniero di Waal-Unterdiessen nell'Ostallgäu, dove in futuro si sarebbe stabilita la famiglia reale bavarese. Proseguì la sua carriera come ufficiale, divenendo tenente nel 1817, capitano di cavalleria nel 1820, maggiore nel 1823, tenente colonnello nel 1833 e colonnello nel 1841. Nel 1856 divenne infine maggiore generale.
Dal padre nel 1829 ereditò il titolo di principe e il seggio permanente nella Camera Alta dell'Assemblea degli Stati del Baden, ma non presenziò ad alcuna seduta dello stesso. Questo seggio gli perveniva ereditariamente per diritto come stabilito dal Congresso di Vienna del 1815 il quale, avendo mediatizzato il principato di Leyen al granducato di Baden, ricompensò i principi con il titolo di altezze e, appunto, il seggio elettorale.

## Matrimonio e figli
Erwein di Leyen sposò il 18 agosto 1818 a Vienna la contessa Sophie Therese Johanna von Schönborn-Buchheim (24 novembre 1798, Praga - 31 maggio 1876, Waal). La coppia ebbe i seguenti eredi:
- Filippo II (14 giugno 1819, Gondorf - 24 luglio 1882, Waal)
- Francesco (17 febbraio 1821 - 8 dicembre 1875)
- Amalia (17 dicembre 1824 - 9 aprile 1857)

## Antenati
|                                                  |                            |                                                   | Genitori                                               |  |  | Nonni |  |  | Bisnonni                     |  |  | Trisnonni                        |  |
|                                                  |                            |                                                   |                                                        |  |  |       |  |  | Federico Ferdinando di Leyen |  |  | Carlo Gaspare Francesco di Leyen |  |
|                                                  |                            |                                                   |                                                        |  |  |       |  |  | Federico Ferdinando di Leyen |  |  | Carlo Gaspare Francesco di Leyen |  |
|                                                  |                            | Sofia Maria di Schönborn-Wiesentheid              |                                                        |  |  |       |  |  | Federico Ferdinando di Leyen |  |  |                                  |  |
| Francesco Carlo di Leyen, conte di Leyen         |                            |                                                   |                                                        |  |  |       |  |  | Federico Ferdinando di Leyen |  |  |                                  |  |
|                                                  |                            | Maria Eva Charlotte Auguste von Hatzfeld          | Franz von Hatzfeld und Gleichen                        |  |  |       |  |  |                              |  |  |                                  |  |
|                                                  |                            | Maria Eva Charlotte Auguste von Hatzfeld          | Franz von Hatzfeld und Gleichen                        |  |  |       |  |  |                              |  |  |                                  |  |
|                                                  |                            | Maria Eva Charlotte Auguste von Hatzfeld          | Anna Charlotte Elisabeth von Stadion                   |  |  |       |  |  |                              |  |  |                                  |  |
| Filippo Francesco di Leyen, I principe di Leyen  |                            | Maria Eva Charlotte Auguste von Hatzfeld          |                                                        |  |  |       |  |  |                              |  |  |                                  |  |
|                                                  |                            | Franz Heinrich von Dalberg                        | Wolfgang Eberhard von Dalberg                          |  |  |       |  |  |                              |  |  |                                  |  |
|                                                  |                            | Franz Heinrich von Dalberg                        | Wolfgang Eberhard von Dalberg                          |  |  |       |  |  |                              |  |  |                                  |  |
|                                                  |                            | Franz Heinrich von Dalberg                        | Maria Anna von Greiffenclau zu Vollrads                |  |  |       |  |  |                              |  |  |                                  |  |
| Marianne von Dalberg                             |                            | Franz Heinrich von Dalberg                        |                                                        |  |  |       |  |  |                              |  |  |                                  |  |
|                                                  |                            | Maria Sophia von Eltz-Kempenich                   | Karl Anton Daimian Henrich von Eltz-Kempenich          |  |  |       |  |  |                              |  |  |                                  |  |
|                                                  |                            | Maria Sophia von Eltz-Kempenich                   | Karl Anton Daimian Henrich von Eltz-Kempenich          |  |  |       |  |  |                              |  |  |                                  |  |
|                                                  |                            | Maria Sophia von Eltz-Kempenich                   | Helena Catharina Wambilt von Umstadt                   |  |  |       |  |  |                              |  |  |                                  |  |
| Filippo Francesco di Leyen, II principe di Leyen |                            | Maria Sophia von Eltz-Kempenich                   |                                                        |  |  |       |  |  |                              |  |  |                                  |  |
|                                                  | Joseph Franz von Schönborn | Rudolf Franz von Schönborn                        |                                                        |  |  |       |  |  |                              |  |  |                                  |  |
|                                                  | Joseph Franz von Schönborn | Rudolf Franz von Schönborn                        |                                                        |  |  |       |  |  |                              |  |  |                                  |  |
|                                                  | Joseph Franz von Schönborn | Marie Eleonore Charlotte von Hatzfeld             |                                                        |  |  |       |  |  |                              |  |  |                                  |  |
| Erwein von Schönborn-Buchheim                    | Joseph Franz von Schönborn |                                                   |                                                        |  |  |       |  |  |                              |  |  |                                  |  |
|                                                  |                            | Bernhardina Maria Sophie Theresia von Plattenberg | Ferdinand Adolf von Plettenberg-Wittem                 |  |  |       |  |  |                              |  |  |                                  |  |
|                                                  |                            | Bernhardina Maria Sophie Theresia von Plattenberg | Ferdinand Adolf von Plettenberg-Wittem                 |  |  |       |  |  |                              |  |  |                                  |  |
|                                                  |                            | Bernhardina Maria Sophie Theresia von Plattenberg | Bernadina Alexandrina von Westerholt-Lembeck           |  |  |       |  |  |                              |  |  |                                  |  |
| Sophia Therese von Schönborn-Buchheim            |                            | Bernhardina Maria Sophie Theresia von Plattenberg |                                                        |  |  |       |  |  |                              |  |  |                                  |  |
|                                                  |                            | Hugo von Stadion-Warthausen-Thannhausen           | Johann Philipp von Stadion-Warthausen und Thannhausen  |  |  |       |  |  |                              |  |  |                                  |  |
|                                                  |                            | Hugo von Stadion-Warthausen-Thannhausen           | Johann Philipp von Stadion-Warthausen und Thannhausen  |  |  |       |  |  |                              |  |  |                                  |  |
|                                                  |                            | Hugo von Stadion-Warthausen-Thannhausen           | Maria Anna Freiin Wambolt von Umstadt                  |  |  |       |  |  |                              |  |  |                                  |  |
| Maria Anna von Stadion-Warthausen-Thannhausen    |                            | Hugo von Stadion-Warthausen-Thannhausen           |                                                        |  |  |       |  |  |                              |  |  |                                  |  |
|                                                  |                            | Maria Anna Schenk von Stauffenberg                | Lothar Phillip Ludwig Hartmann Schenk von Stauffenberg |  |  |       |  |  |                              |  |  |                                  |  |
|                                                  |                            | Maria Anna Schenk von Stauffenberg                | Lothar Phillip Ludwig Hartmann Schenk von Stauffenberg |  |  |       |  |  |                              |  |  |                                  |  |
|                                                  |                            | Maria Anna Schenk von Stauffenberg                | Anna Maria Pauline Reinach zu Hirzbach                 |  |  |       |  |  |                              |  |  |                                  |  |
|                                                  |                            | Maria Anna Schenk von Stauffenberg                |                                                        |  |  |       |  |  |                              |  |  |                                  |  |